# Melipotis obliquivia
Melipotis obliquivia är en fjärilsart som beskrevs av George Francis Hampson 1926. Melipotis obliquivia ingår i släktet Melipotis och familjen nattflyn. Inga underarter finns listade i Catalogue of Life.